# Svatý Agrippanus
Svatý Agrippanus byl španělský biskup a mučedník.

## Život
Původně pocházel ze Španělska. Kolem roku 649 byl v Římě svatým papežem Martinem I. vysvěcen na biskupa a byl poslán řídit diecézi Le Puy-en-Velay. Po dlouhém životě v konverzi s heretickými ariány, se vracel zpátky do Říma ale byl zajat pohany, kteří ho v Chiniac zabili stětím; tato vesnice na památku jeho mučednictví byla pojmenována Saint-Agrève. Poté se jeho ostatky podařilo přenést do diecéze a umístiti je do místního kostela Saint-Etienne; později byly přeneseny do Saint-Agrève. Nakonec byly roku 1680 přeneseny do kostela Saint-George. Během revoluce byl hrob znesvěcen, jeho ostatky byly téměř rozptýleny. Dnes existuje jen fragment lebky, která je uložena v katedrále v Le Puy.
Jeho svátek se slaví 1. února, zatímco 6. listopadu je výročí jeho posledního přenesení, které zavedl biskup Antoine de Chabannes.